# Leskia miranda
Leskia miranda là một loài ruồi trong họ Tachinidae.